# Điển tọa
Điển toạ (zh. 典座, ja. tenzo) là người lo việc ẩm thực trong một Thiền viện. Công việc này là một trong những công việc đòi hỏi trách nhiệm nhiều nhất và vì vậy chỉ được truyền trao cho những vị tăng có tuổi, đã có nhiều kinh nghiệm.
Nhiều vị Thiền sư danh tiếng đã đảm nhận chức vụ này như Quy Sơn Linh Hựu, Tuyết Phong Nghĩa Tồn, Đan Hà Thiên Nhiên v.v… Cách làm việc của một Điển toạ khác với một đầu bếp bình thường ở chỗ tư tưởng. Điển toạ xem công việc của mình là cúng dường Tam bảo và cơ hội để luyện tâm. Nếu Điển toạ lo nấu thức ăn ngon, tiết kiệm, không phí của, thận trọng trong từng hành động, thì công việc này chính là Thiền trong mọi hành động hằng ngày.
Chính vị Thiền sư danh tiếng của Nhật là Đạo Nguyên Hi Huyền cũng đã rõ được tầm quan trọng của một vị Điển toạ trong một Thiền viện và chính Sư cũng đã được một vị dạy thế nào là "Thiền" trong Thiền tông. Khi vừa đặt chân sang đất Trung Quốc du học thì Sư đã có dịp yết kiến một cao tăng – dưới dạng một vị Điển toạ tại núi A-dục vương. Sư đang ngồi trên thuyền thì vị Điển toạ đến mua nấm và dọ hỏi cách nấu nấm này ra sao. Ông từ chối lời mời ở lại đêm của Sư vì lý do phải trở về lo nấu ăn cho tăng chúng và nói thêm rằng, chính việc làm đầy trách nhiệm này là thiền trong hoạt động. Sư ngạc nhiên hỏi vì sao ông không chú tâm đến Toạ thiền và quán Công án trong lúc tuổi đã cao. Vị Điển toạ chỉ mỉm cười và nói: "Ông bạn từ phương xa của tôi! Ông không biết biện đạo (ja. bendō) mà cũng chẳng thông hiểu văn tự!" Lời nói này đã khắc sâu vào lòng Sư và sau này Sư cũng có viết một tác phẩm quan trọng với tên Điển toạ giáo huấn (zh. 典座教訓, ja. tenzokyōkun) để khuyên răn đệ tử đảm nhận chức vụ này trong thiền viện.